# Бухарски Јевреји
Бухарски Јевреји (перс. یهودی بخارایی, хебр. בוכרים, бух. и таџ. яҳудиёни бухороӣ), назив за заједницу Јевреја насељену на азијском подручју у Узбекистану и Таџикистану. Главно средиште им је град Бухара по којем су и добили име.
Бухарски Јевреји вјерују да су поријеклом од десет изгубљених племена. Њихов језик је бохара, дијалект таџичког.
У прошлим вијековима доживјели су много дискриминација од стране владајућих муслимана. Били су присиљени живјетии у посебним градским четвртима и носити посебне ознаке на својој одјећи, и плаћати посебан порез.
Током совјетске власти и мушкарци и жене морали су радити у фабрикама на производњи текстила, опека, маслаца и слично, да би се у савремено доба опет вратили својим традиционалним занимањима као што су фризери, кројачи, обучари и фотографи, а знатан је и број образованих Бухарских Јевреја који су постали инжењери, лијечници, учитељи и музичари.
Традиционално, породица је била била проширена, патрилинеарна и патрипотестална. Данас превладава језгровита породица, а женидба је увијек унутар бухарскојеврејске етничке заједнице.